# Maestro Harrell
Maestro Harrell, né le 29 juillet 1991 à Chicago (Illinois) aux États-Unis, est un acteur, danseur et disc-jockey américain.
Il a tenu le rôle de Malik dans la série américaine Suburgatory. Il a également interprété le rôle de Randy Wagstaff dans la série américaine The Wire.
Il a aussi joué dans Babershop et Top Job!.
En tant que DJ, il sort For You le 23 mars 2015, collaboration avec Dzeko & Torres, et rejoint la même année le label Armada Music, sous lequel il signe des productions orientées house progressive.

## Télévision
- 2002-2008 : The Wire (série TV) : Randy Wagstaff
- 2007 : Urgences (série TV), saison 13 - épisode 20 : Todd
- 2007 : Cold case (série TV), saison 5 - épisode 6 : Terrance Carter
- 2011-2014 : Suburgatory : Malik (série TV)
- 2015 : Fear the Walking Dead : Matt, petit ami d'Alicia Clark